# Майк Сіллімен
Майк Сіллімен (англ. Mike Silliman, 5 травня 1944 — 16 червня 2000) — американський баскетболіст.
Олімпійський чемпіон 1968 року.
Переможець Панамериканських ігор 1967 року.